# Iberisk groda
Iberisk groda (Rana iberica) är en art i familjen äkta grodor (Ranidae) som tillhör ordningen stjärtlösa groddjur.

## Utseende
Den iberiska grodan är en liten groda med en längd av 4 till 5 cm, som mest 7 cm. Hanen är mindre än honan. Trumhinnan är liten, bakbenen kraftiga. Färgen på ovansidan är röd- till gulbrun, vanligtvis med mörkare och ljusare fläckar. Den har en svart, V-formad teckning i nacken, och en mörk, triangulär strimma på sidan av huvudet från näsborren till nacken. Bakbenen har mörka tvärband. Buksidan är ljus, vit- till rödaktig, med undantag för strupen som är mörkgrå med ett ljust mittstreck.

## Utbredning
Arten finns i Portugal och centrala till nordvästra Spanien.

## Vanor
Den iberiska grodan lever främst i bergen, upp till 2 425 m, Den föredrar skogar, hedar, ängar och sumpmarker nära vatten som floder, bäckar, sumpmarker och sjöar) med frodig, skuggande vegetation. Den livnäig på en rad olika spindeldjur och insekter, gärna större sådana. Den är främst nattaktiv, men populationen i centrala Spanien och ungdjur kan även vara dagaktiva. Grodan är snabb, och en skicklig hoppare. I höglänta regioner övervintrar den i vatten, vanligtvis från november till februari.

### Fortplantning
Grodan leker i stillastående vatten, ofta samma som den övervintrat i, från mars till maj. Hanen omfamnar honan (amplexus) i vattnet, varvid båda könen kan kväka lågt. Honan lägger 190 till 445 ägg i klumpar på bottnen eller kring vattenväxter. Larvutvecklingen tar omkring 3 månader, under vilken grodynglen kan växa till en längd av kring 5 cm. De är bruna till rödaktiga, med vita och gula markeringar och en gråaktig buk. 

## Status
Den iberiska grodan är klassad som missgynnad ("NT") på grund av att arten minskar. De främsta skälen är habitatförluster på grund av skogsavverkning och jordbruk, störningar från besökare, inplantering av rovfisk och predation av införda rovdjur som mink. Arten är upptagen i EU:s habitatdirektiv, bilaga 4.